# 曇鸞
曇鸞（476年—542年），或作曇巒，俗名不詳，自號玄簡大士，北魏大同府雁門（今山西省代縣）人，北魏佛教出家眾，其弟子道綽、善導開創了淨土宗，日本淨土真宗推崇其為開宗祖師。

## 生平
曇鸞生於北魏孝文帝承明元年（476年）。少年時因為聽說五台山有許多靈異的事蹟，前往探索，因而出家。他精研《四論》、《涅槃經》，讀《大集經》時因為感到它的詞義精深，曾想為它作疏解，但是寫作到一半就生病了，至秦陵時，在城樓上見到異象，因而痊癒。自此感到人的生命過於短暫，想要學習長生之法，遂至江南梁朝，尋找陶華陽，得到十卷道
經。
回到北魏後，遇到菩提流支，他向菩提流支詢問長生之法。菩提流支將《觀無量壽經》授予曇鸞，曇鸞於是將仙經燒燬，自此開始弘揚淨土法門。
曇鸞擅長調心練氣，以醫術與神通，名滿魏都。北魏君王相當敬重他，稱他為神鸞，敕命他移居并州大寺，後又移居汾州北山石壁玄中寺。
後于東魏興和四年（542年），因病卒於平遙山寺，享年六十七歲。

## 著作
曇鸞擅長導引調氣，兼擅醫術，曾著《調氣論》一卷、《療百病雜丸方》三卷、《論氣治療方》一卷、《服氣要訣》一卷。
他為世親《無量壽經優波提舍願生偈》，作《往生論註》。
此外，他又寫作有《略論安樂淨土義》一卷，《禮淨土十二偈》（又稱《贊阿彌陀佛偈》）。

## 思想及影響
曇鸞為世親《無量壽經優波提舍願生偈》，作《往生論註》。在《往生論註》卷首，根據龍樹《大智度論》及《十住毗婆沙論》，提出「二道二力說」。將修行佛法區分為依靠自力的難行道，與依靠他力的易行道。他認為在無佛之世，想要依循「唯是自力，無他力持」的難行道是難以成功的，只有倚靠阿彌陀佛的力量來修行，才是最穩妥也最容易的法門。
他認為《觀無量壽經》中所說的十六觀想過於繁複，提出持念阿彌陀佛名號的方法，作為修行法門。認為即使是惡人，只要持誦阿彌陀佛(並且真心懺悔)也可以往生淨土。
《略論安樂淨土義》是曇鸞用問答的體裁，把有關彌陀安樂淨土的三界攝否、莊嚴多生、往生輩品、邊地胎生、五智疑惑、渡與不渡、十念相續等問題，作總別九番的問答，並一一加以解說。
曇鸞提出的理論與修行方法，成為後世淨土宗的根基，下開道綽、善導一系。因此日本淨土宗尊他為淨土宗初祖。
但在南宋之後，中國淨土宗改以慧遠為淨土宗初祖，曇鸞反而被人遺忘，這與南宋之後，佛教重心南移有很深的關連。